# Административное деление Российской империи на 15 марта 1744 года
Российская империя по состоянию на 15 (26) марта 1744 года делилась на губернии, провинции и уезды
- общее число губерний — 16
- общее число провинций — 45
- общее число уездов — 166
- столица — город Санкт-Петербург
- отличия от 29 апреля 1727 года:
- вновь образованы:

1. Выборгская губерния (январь 1744 года) — из части Санкт-Петербургской губернии (Выборгская и Кексгольмская провинции) и части вновь присоединённой Финляндии
2. Оренбургская губерния (15 марта 1744) — из Исетской и Уфимской (перешла от Казанской губернии в 1728 году) провинций Сибирской губернии и Оренбургской комиссии (создана в 1737 году) Астраханской губернии
  1. Оренбургская провинция Оренбургской губернии (15 марта 1744) из Оренбургской комиссии
  2. Симбирская провинция Казанской губернии (в 1737 году)
  3. Ставропольская провинция Оренбургской губернии
  4. Эзельская провинция Рижской губернии
  5. дистрикты (общее число 12) Ревельской, Рижской и Санкт-Петербургской губерний

- упразднены:

1. 1. Выборгская провинция (в январе 1744 года) Санкт-Петербургской губернии (вошла в Выборгскую губернию)
  2. Киевская провинция Киевской губернии (территория провинции равнялась территории губернии)
  3. Лифляндия Рижской губернии (территория провинцииравнялась территории губернии)
  4. Петербургская Санкт-Петербургской губернии (территория провинции равнялась территории губернии)
  5. Эстляндия Ревельской губернии (территория провинции равнялась территории губернии)
  6. 2 Малороссийских полка Киевской губернии

- переименованы:

1. 1. Соликамская провинция Казанской губернии в Кунгурскую провинции.

- список губерний:

1. Архангелогородская
  1. Архангелогородская провинция
  2. Вологодская провинция
  3. Галицкая провинция
  4. Устюжская провинция
2. Астраханская
  1. Астраханская провинция
3. Белгородская (и 4 города: Ахтырка, Изюм, Сумы, Харьков)
  1. Белгородская провинция
  2. Орловская провинция
  3. Севская провинция
4. Выборгская (3 уезда)
5. Воронежская (и Земли Донских казаков)
  1. Бахмутская провинция
  2. Воронежская провинция
  3. Елецкая провинция
  4. Тамбовская провинция
  5. Шацкая провинция
6. Казанская
  1. Вятская провинция
  2. Казанская провинция
  3. Кунгурская провинция
  4. Пензенская провинция
  5. Свияжская провинция
  6. Симбирская провинция
7. Киевская (10 полков Малороссии)
8. Московская
  1. Владимирская провинция
  2. Калужская провинция
  3. Костромская провинция
  4. Московская провинция
  5. Переяслав-Залесская провинция
  6. Переяслав-Рязанская провинция
  7. Суздальская провинция
  8. Тульская провинция
  9. Угличская провинция
  10. Юрьевская провинция
  11. Ярославская провинция
9. Нижегородская
  1. Алатырская провинция
  2. Арзамасская провинция
  3. Нижегородская провинция
10. Новгородская
  1. Белозёрская провинция
  2. Великолуцкая провинция
  3. Новгородская провинция
  4. Псковская провинция
  5. Тверская провинция
11. Оренбургская
  1. Оренбургская провинция
  2. Ставропольская провинция
  3. Уфимская провинция (от Казанской, а затем от Сибирской)
12. Ревельская (4 дистрикты: Викский, Вирляндский, Гарриевский, Ервенский)
13. Рижская (4 дистрикты: Венденский, Дерптский, Перновский, Рижский)
  1. Эзельская провинция
14. Санкт-Петербургская (4 дистрикты: Копорский, Петербургский, Шлиссельбургский, Ямбургский)
15. Сибирская
  1. Енисейская провинция
  2. Иркутская провинция
  3. Тобольская провинция
16. Смоленская провинция
  1. Смоленская провинция